# Ramona Ferreira
Ramona Ferreira (Horqueta, Concepción, Paraguay, últimos años de la década de 1870 - ) fue una periodista, feminista y librepensadora paraguaya, fundadora de «La Voz del Siglo». Está considerada la primera mujer periodista y directora de un periódico en Paraguay. Fue conceptuada como una transgresora por cuestionar costumbres y tradiciones conservadoras de su época y por señalar la ascendencia del clero en la sociedad paraguaya, sobre todo en el sector femenino. 

## Primeros años
Nació en la localidad de Horqueta (Concepción) posiblemente en los últimos años de la década de 1870. En 1895, egresó de preceptora de la tercera promoción de la institución dirigida por Adela Speratti, juntamente con Serafina Dávalos y tres años más tarde egresaron de la Escuela Normal.

## Su trayectoria
Junto con Mercedes de Font, en los siguientes años desarrollarían una importante figuración en el ámbito cultural y feminista del país. Ambas redactaron El Porvenir, órgano con un lustro de vida, perteneciente a la familia Trujillo.
También en 1895 publicó el libro denominado Compendio de economía doméstica, donde se constataban explícitamente sus ideas librepensadoras, su tiempo y anhelos.
El 3 de agosto de 1902, fundó un medio llamado "La Voz del Siglo", convirtiéndose en la abanderada de un movimiento que pretendía remover estructuras socio-religiosas a través de las páginas de su gaceta, que apenas logró publicarse un corto período de tiempo ante la abrumadora influencia de las costumbres y los intereses de aquel momento.

### La Voz del Siglo

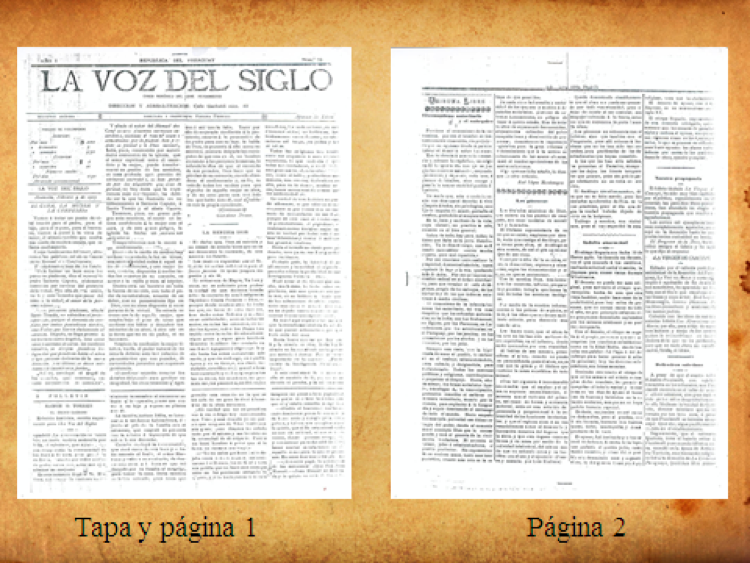
Fascículo de La Voz del Siglo (Tapa, página 1 y 2).

Desde el mismo momento de su aparición, La Voz del Siglo causó reacciones en los sectores conservadores de la sociedad, en especial el compuesto por la Iglesia Católica paraguaya. Tras varios meses, el periódico, logró consolidarse gracias al apoyo de sus pares regionales y al respaldo económico de sus auspiciantes.

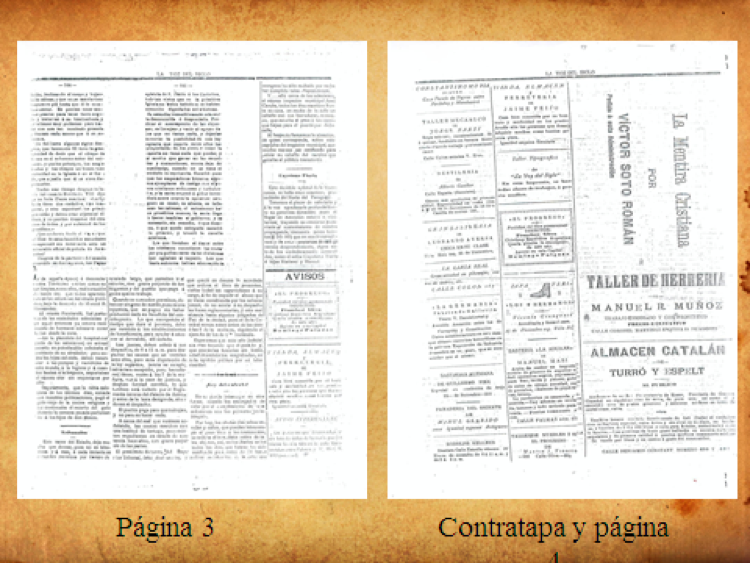
Fascículo de La Voz del Siglo (Página 3 y contratapa).

El mismo tuvo varios eslóganes; el primero fue “Único periódico del Libre Pensamiento”. A partir de la edición n.º 66 se pasó a utilizar “Único periódico del Libre Pensamiento en el Paraguay”, y desde el n.º 79 en adelante “Ciencia y racionalismo – Periódico anti-religioso, Único en Paraguay”, que se extendió hasta el ejemplar n.º 96, último en ser distribuido.
En La Voz del Siglo se percibe un periodismo que puede llamarse abstracto, sin originalidad. Gran parte de su contenido es transcripción de libros y folletos, con poco espacio para noticias. Se elogia al gobierno y se apela a las fuerzas de seguridad cuando estas eran hospitalarias con las nuevas ideas. En cuanto al feminismo, es parcialmente señalizado, sin una reivindicación clara de las libertades para las mujeres.
El medio se abocaba no a la comunicación de las noticias, sino a la repercusión que estas ocasionaban en la sociedad y las personas. Sus textos eran claramente argumentativos, porque la finalidad de los redactores era la de convencer al público de sus puntos de vista, hacer comprender que los análisis que aportaban eran los más adecuados con la utilización de argumentaciones. Los géneros de opinión presentes en La Voz del Siglo fueron el editorial, la columna, el artículo de opinión, y cartas al director.
Vale decir que numerosos artículos en La Voz del Siglo fueron fragmentos recogidos de opiniones, columnas, artículos y editoriales de otros periódicos, que se alineaban al pensamiento argumental que el órgano de Ramona Ferreira adoptaba ante determinados temas.
Desde su primer ejemplar, este medio de comunicación declaró abiertamente su misión periodística. Ramona Ferreira adelantó: “Nos echamos de cuerpo entero en la penosa jornada periodística, librepensadores destinados a combatir por los altos y nobles ideales que la razón y la verdad en consorcio dictan”. Las ideas anticlericales le valieron la enemistad de grupos católicos que no escatimaron en asaltar su imprenta en octubre de 1902, pero supo evadir la agresión y con más ímpetu continuó con sus diatribas contra la iglesia.  
Eran frecuentes los insultos, las críticas y los desprecios dirigidos a las autoridades eclesiales y al Papa. La Voz del Siglo no cesaba de repetir que el poder espiritual pesaba sobre la sociedad paraguaya como la más ignominiosa de las tiranías. Urgía al pueblo a través de sus páginas a sacudirse de lo que consideraba un yugo esclavizador. Vilipendiaba las costumbres del clero y las consideraba actos de ofensa al derecho. “Guerra, sin cuartel, al sacerdocio y a la burguesía: ¡triunfaremos!”, se leía en más de un artículo. La Voz del Siglo denunciaba que la religión había invadido los terrenos de la libertad individual y sus páginas se convirtieron en un medio de presión que instaba a limitar los excesos de la jerarquía eclesiástica y la presencia de la Iglesia como centro de la vida pública. En ese sentido, su anticlericalismo se constituyó en una expresión de la voluntad de emancipación. Cabe mencionar también que en ninguna de las publicaciones se incluyeron fotografías, retratos, caricaturas o informaciones gráficas.

## Ataque y exilio en Buenos Aires
Tras sufrir un segundo ataque a las instalaciones de su imprenta, la que fue incendiada por los salesianos, el 19 de diciembre de 1904, Ramona Ferreira se exilió en Buenos Aires, lapso culminante de la guerra civil, desatada en ese año y en pleno cese del estado de sitio.
Desde la capital porteña, Ramona Ferreira siguió colaborando con otros medios periodísticos, tanto argentinos como extranjeros. Un artículo suyo publicado en un medio también librepensador, Los Imparciales, de Madrid en 1905, relataba las peripecias acontecidas con motivo de un encuentro multitudinario realizado en el teatro Granados de Buenos Aires, en donde se reclamaban los derechos civiles de la mujer. Tanto ella, como otras manifestantes fueron apresabas por la policía y llevadas a la cárcel de mujeres. Hecho que Ramona lamentaba y no precisamente por su detención, sino porque las celadoras hayan sido, monjas.
Con posterioridad, hacia 1910, siguió escribiendo como periodista invitada en publicaciones correntinas y en el vocero de los librepensadores asuncenos, El Alba, de efímera existencia. Casi nada más se supo de esta pionera del periodismo femenino, salvo algunas breves referencias y anécdotas sobre su persona.

## Fallecimiento
Un ciudadano concepcionero comentó que en la década de los años 40, residía en Concepción y vivía en una pequeña casilla de madera, donde a más de vender periódicos, se dedicaba a escribir. Su vivienda sufrió un incendio sin conocerse los motivos, donde murió Ramona Ferreira. Años más tarde al buscar reconstruir su historia de vida, los vecinos de Concepción no la recordaban y no fue hallada acta de defunción alguna.

## Reconocimiento póstumo
En 2006 se creó en Asunción la organización de feministas jóvenes con el nombre de "Las Ramonas" en homenaje a Ramona Ferreira.